# Riserva naturale Tombolo di Cecina
La riserva naturale Tombolo di Cecina è un'area naturale protetta della regione Toscana istituita nel 1977.
Occupa una superficie di 465 ha nella provincia di Livorno.

## Fauna
La fauna annovera le specie tipiche della macchia mediterranea, quali ad esempio il riccio, l'istrice, la donnola, diverse specie di serpenti e la volpe.